# Michael Wienand
Michael Wienand (* 1949 in Dortmund) ist ein deutscher Bühnenbildner und Szenograf.
Wienand studierte Industrie-Design in Dortmund und später Geschichte und Politik in Bochum. Von 1982 an war er als Bühnen- und Kostümbildner in allen Sparten an Theatern in Dortmund, Kiel, Wuppertal, Mannheim, Potsdam, Krefeld und weiteren Häusern in Deutschland tätig. Dabei arbeitete er unter anderen mit Regisseuren wie Helmut Palitsch, Sabine Schweitzer, Guido Huonder, Johannes Lepper zusammen. So schuf er räumliche Konzepte für den Neubau des Tivoli-Theaters in Hamburg sowie das Theater Olpketal und das Hansa Theater Hörde. Seit 1998 erarbeitet er als Szenograf Großinszenierungen, Lichtinstallationen und Kommunikationsarchitekturen im öffentlichen Raum wie das Big Tipi für die Expo 2000 in Hannover, einen 20 m hohen Spaten für die Ausstellung Archäologie in Deutschland 2002 auf dem Potsdamer Platz in Berlin oder für den DFB im Rahmen der Fußball-Weltmeisterschaft 2006.
Seit 1998 bilden Szenografien und Gestaltung von Museen und Ausstellungen den Schwerpunkt seiner Arbeit darunter zahlreiche Standorte des Westfälischen Industriemuseums sowie Technik- und Stadtmuseen.

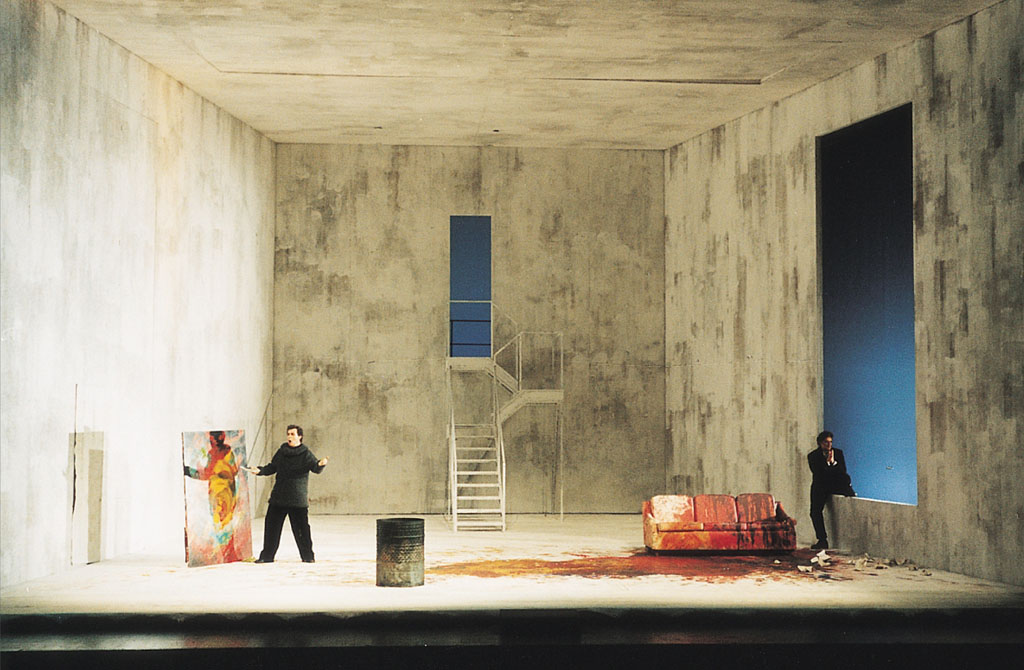
Bühnenbild – La Bohéme

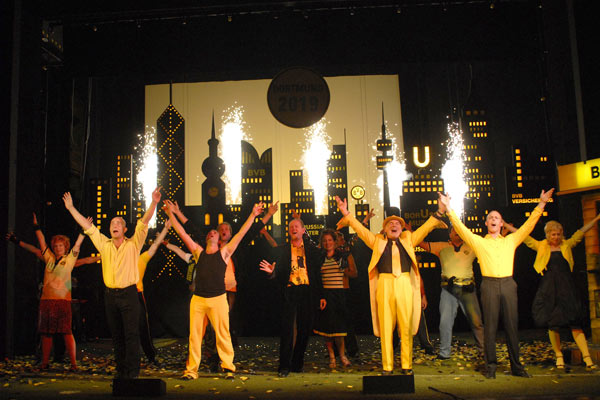
Theater Dortmund

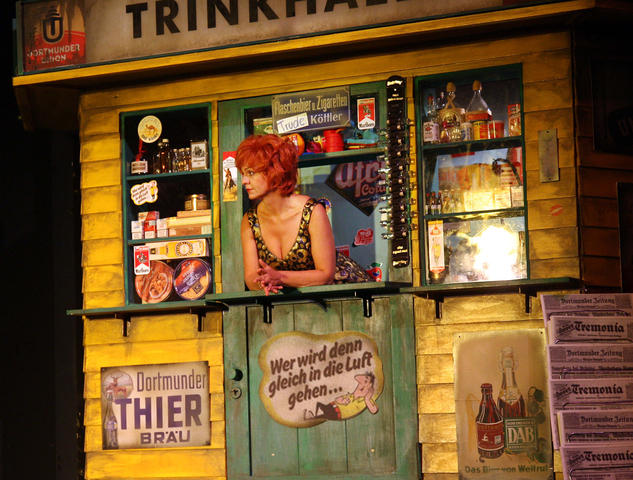
Theater / Revue „leuchte auf mein Stern Borussia“ von und mit Bruno Knust 2009

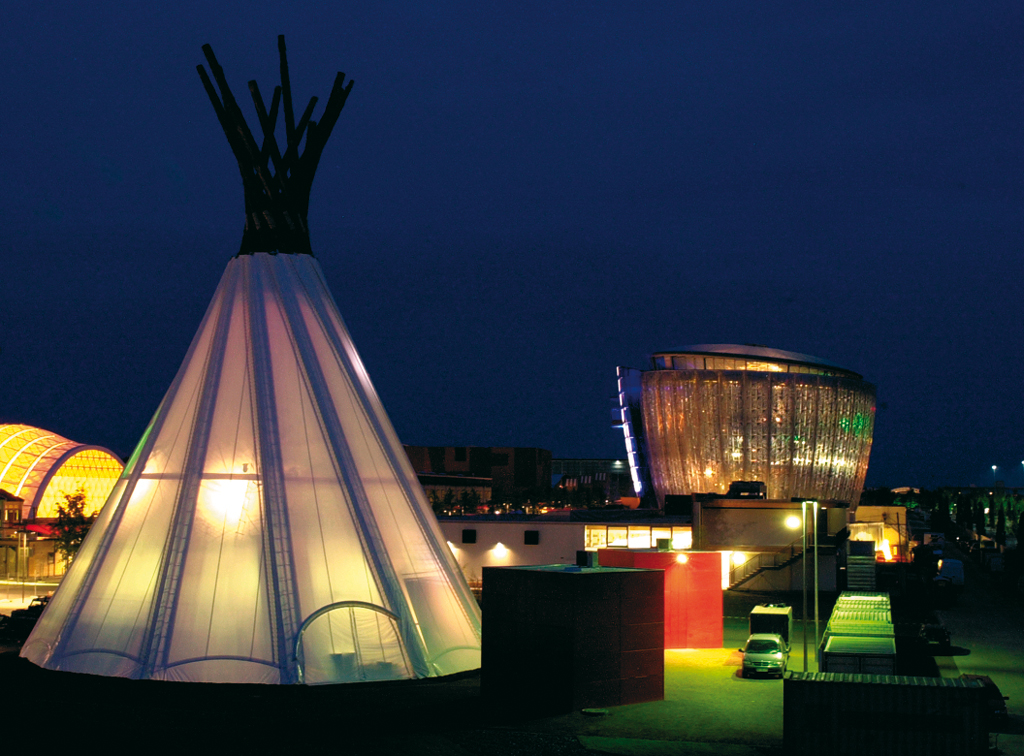
Big Tipi, Expo 2000 in Hannover

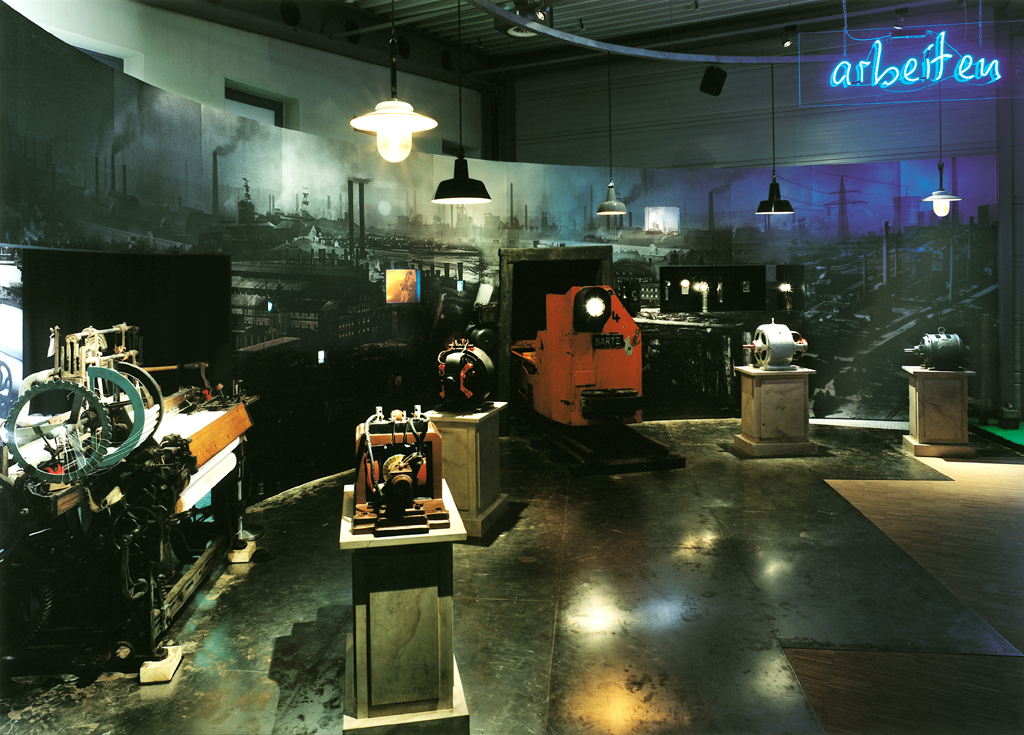
Museum Strom und Leben in Recklinghausen
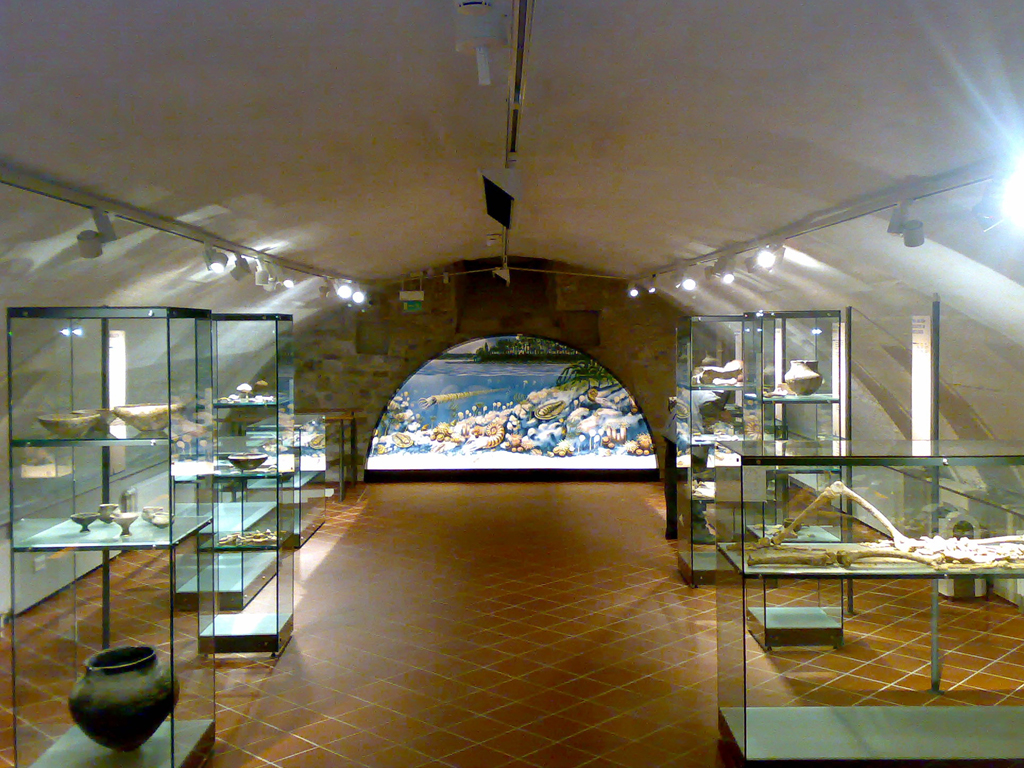
Museum im Grafenschloss Diez
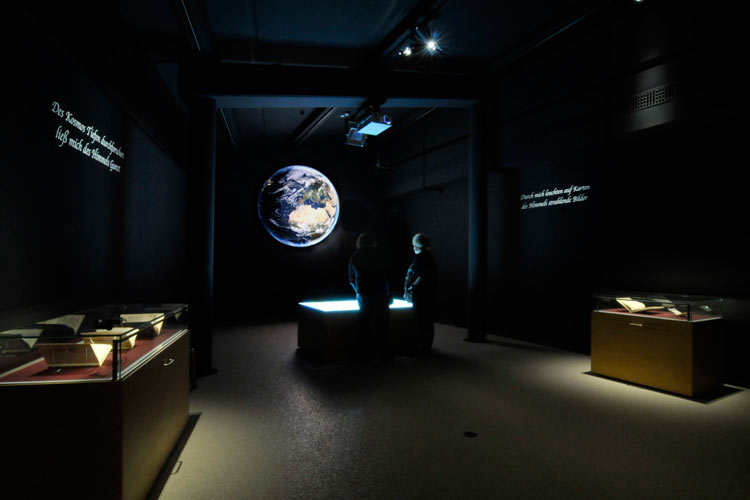
Kultur- und Stadthistorisches Museum Duisburg
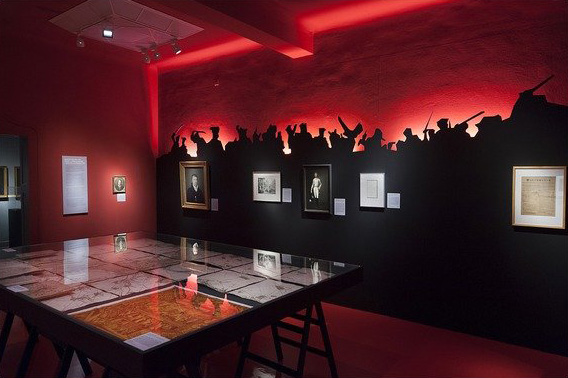
Museum Lüdenscheid

## Bühnenbilder (Auswahl)
- 1986 – Theater Kiel – Barbaren von Barry Keeffe
- 1987 – Theater Dortmund – A bloody english garden von Nick Fischer
- 1988 – Theater Dortmund – Kasimir und Karoline von Ödön von Horváth
- 1989 – Wuppertaler Bühnen – Der Zarewitsch von Franz Lehár
- 1990 – Theater Dortmund – Der Theatermacher von Thomas Bernhard
- 1991 – Nationaltheater Mannheim – Mensch Mädchen von Volker Ludwig
- 1992 – Theater Krefeld/Theater Mönchengladbach – My mother said I never should von Charlotte Keatley
- 1993 – Hans Otto Theater Potsdam – Der Lebkuchenmann, Musical von David Wood
- 1993 – Theater Taschkent/Usbekistan – Eight songs for a mad king – Miss Donnithorne's Maggot von Peter Maxwell Davis,
- 1994 – Theater Dortmund – La Bohème von Giacomo Puccini
- 1995 – Theater Kiel – Boccaccio von Franz von Suppè
- 2009 – Theater Dortmund – Leuchte auf mein Stern Borussia Revue

## Szenografische Räume, Inszenierungen im öffentlichen Raum, Museumsgestaltung (Auswahl)
- 1998 – Museum Glashütte Gernheim – Westfälisches Industriemuseum
- 2000 – Expo 2000, Hannover – Big Tipi
- 2000 – Museum Strom und Leben – Recklinghausen
- 2001 – Museum Ziegelei Lage
- 2002 – Menschen-Zeiten-Räume, Archäologie in Deutschland; Kommunikationsarchitektur, 20 m hoher Spaten auf den Potsdamer Platz in Berlin
- 2004 – Museum für Ur- und Frühgeschichte Wasserschloss Werdringen
- 2005 – Historisches Centrum Hagen – Dauerausstellung zur Geschichte der Stadt Hagen
- 2007 – Kultur- und Stadthistorisches Museum Duisburg – Duisburg – neue Geschichte einer alten Stadt
- 2007 – Museum Wendener Hütte – Wenden
- 2007 – Museum im Grafenschloß – Diez
- 2008 – Südsauerlandmuseum Attendorn – Dauerausstellung zur Geschichte, Kunst und Kultur
- 2008 – Museum Wiedenbrücker Schule – Rheda-Wiedenbrück
- 2008 – U-Bahnhof-Westentor Dortmund – Gestaltung des U-Bahnhofes
- 2009 – Archäologischer Park Xanten – Dauerausstellung „Kaiser, Senat und Volk“ zur Politik der Römer
- 2009 – Französisches Museum Soest – Geschichte des Offiziers-Gefangenenlagers
- 2011 – Kultur- und Stadthistorisches Museum Duisburg – Mercator Werkstatt
- 2011 – Museum Haus Hövener, Brilon – Gestaltung der Dauerausstellung
- 2012 – RELíGIO – Westfälisches Museum für religiöse Kultur, Telgte – Dauerausstellung
- 2012 – „Neue Warsteiner Welt“ – Warstein, Neugestaltung
- 2012 – Kultur- und Stadthistorisches Museum Duisburg – Mercator Schatzkammer
- 2013 – Archäologischer Park Xanten – „Brot und Spiele“ Medieninstallation Gladiatoren im Amphitheater
- 2013 – Museum Lüdenscheid, Sonderausstellung – „Wider Napoleon“
- 2014 – Westpreussisches Landesmuseum, Warendorf – Museumsgestaltung

| Personendaten    | Personendaten                         |
| ---------------- | ------------------------------------- |
| NAME             | Wienand, Michael                      |
| KURZBESCHREIBUNG | deutscher Bühnenbildner und Szenograf |
| GEBURTSDATUM     | 1949                                  |
| GEBURTSORT       | Dortmund                              |